# Le Télégraphe
Pour les articles homonymes, voir Télégraphe (homonymie).
Le Télégraphe, ou Tureau des Grands Bois, est un sommet du massif du Morvan, situé à Arleuf, dans la Nièvre en France. Il s'élève à 800 mètres d'altitude.

## Géographie
Le Télégraphe est situé au nord de la commune d'Arleuf, non loin de Lavault-de-Frétoy (au nord) et d'Anost, en Saône-et-Loire (au sud).

## Tour radar
Au sommet du mont est érigée une tour radar. Elle sert de relais d'aviation civile permettant la liaison radar entre Orly et Clermont-Ferrand. Avant sa construction, les avions disparaissaient des écrans radar durant 12 à 18 secondes. Le radôme est ajouté par la suite, afin de protéger l'antenne radar du gel qui l'empêche de fonctionner. Douze à quatorze avions par heure en moyenne passent au-dessus de la commune,.
La station est accessible par la route départementale 500, en direction de Corancy.